# Musée gallo-romain de Claracq
 (juillet 2020).
Si vous disposez d'ouvrages ou d'articles de référence ou si vous connaissez des sites web de qualité traitant du thème abordé ici, merci de compléter l'article en donnant les références utiles à sa vérifiabilité et en les liant à la section « Notes et références ».
Le musée gallo-romain Claracq-Lalonquette est un musée situé à Claracq (Pyrénées-Atlantiques) qui conserve et présente au public les collections issues des fouilles de la villa gallo-romaine de Lalonquette. Le musée est en opération depuis 2012.

## Histoire

### Fouilles de la villa de Lalonquette
Les collections du musée gallo-romain ont été constituées lors des campagnes de fouilles archéologiques de la villa de Lalonquette, menées d’abord de 1959 à 1972 par Jean Lauffray (architecte des monuments de France puis maître de recherches au CNRS), puis de 1994 à 2005 par le groupe de recherches archéologiques de l’université de Pau et des pays de l'Adour.
Entre 1998 et 2001, la communauté de communes des Luys en Béarn fait l’acquisition des terrains englobant la villa. Les vestiges issus des campagnes de fouilles du G.R.A. dirigées par François Réchin (professeur d’archéologie et responsable d’opérations) dans les années 2000 deviennent de facto propriété de l’intercommunalité. Le reste du mobilier archéologique mis au jour lors de précédentes fouilles est propriété de l'État, mais depuis 2008, la responsabilité de regrouper, conserver et valoriser les collections d'État revient à la DRAC Aquitaine.

### Ouverture du musée
Le musée est inauguré le 15 novembre 2012. Un module de visites interactives est introduit en 2015.
En 2017, l’établissement a obtenu l’appellation Musée de France.
En 2019, la Communauté de communes des Luys en Béarn lance l’agrandissement du musée. Le nouveau bâtiment inauguré en 2022 comporte de nouveaux espaces pédagogiques, un parcours de visite amélioré ainsi qu’une interactivité amplifiée. 
Depuis 2021, le musée gallo-romain abrite également les collections issues des fouilles de la villa gallo-romaine de Taron, et des prospections pédestres menées sur le territoire dans les années 1990. 

## Description
Le musée gallo-romain Claracq-Lalonquette est exclusivement consacré à l’archéologie dans les Pyrénées-Atlantiques. Il valorise les vestiges de la villa de Lalonquette  et de la villa gallo-romaine de Taron auprès du grand public.
L’exposition permanente se focalise sur l’histoire du site antique de Lalonquette et met en lumière les us et coutumes des Gallo-Romains à travers différents espaces thématiques :
- historique des fouilles et contexte historique, géographique et politique de la villa gallo-romaine ;
- vie quotidienne sur le site antique de Lalonquette ;
- environnement naturel, ressources agricoles et économiques ;
- architecture et décors de la villa .

Le parcours est ponctué par une visite virtuelle de la villa antique.

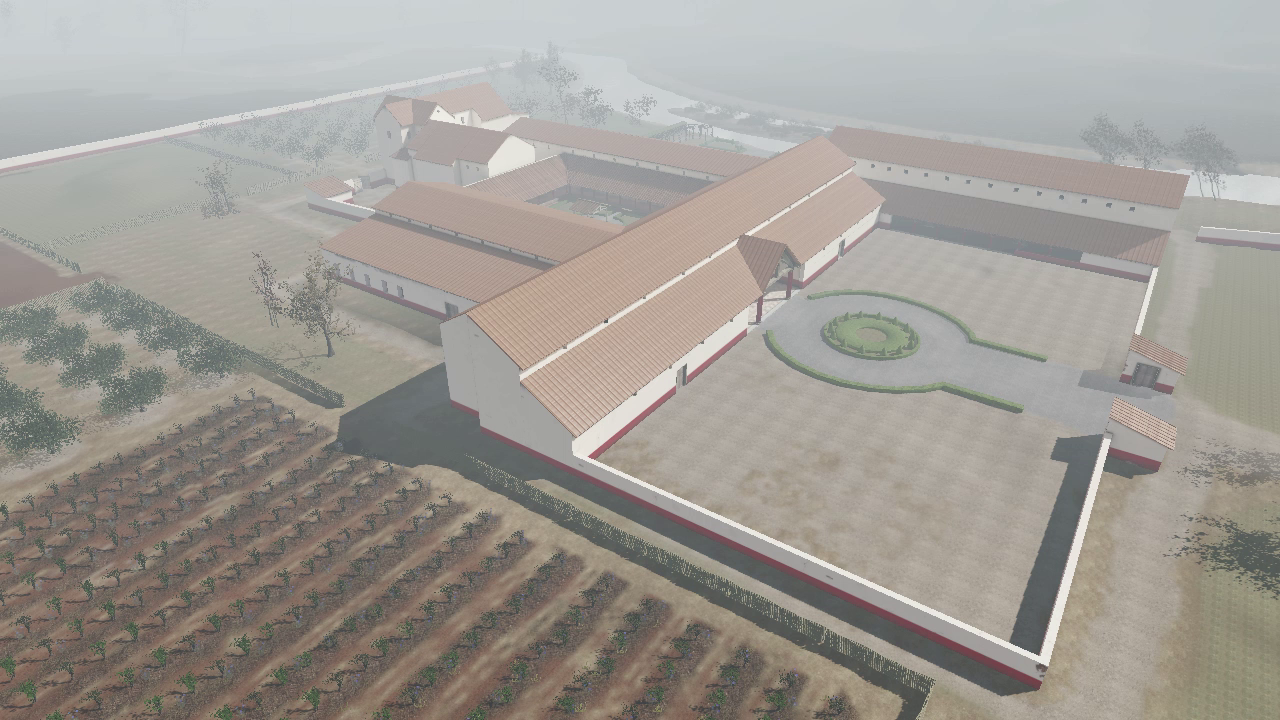
Restitution de la villa de Lalonquette.
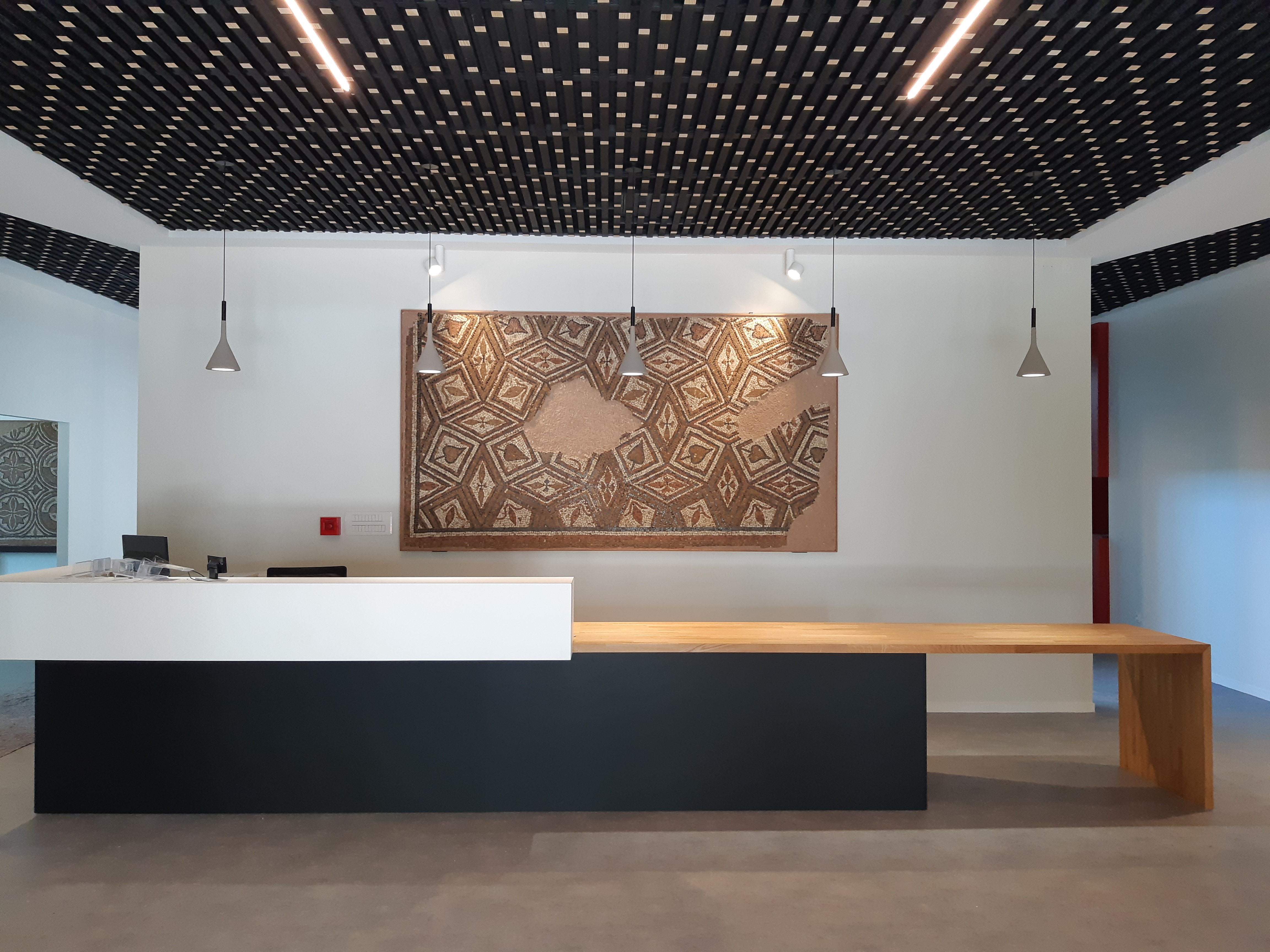
Accueil du musée.
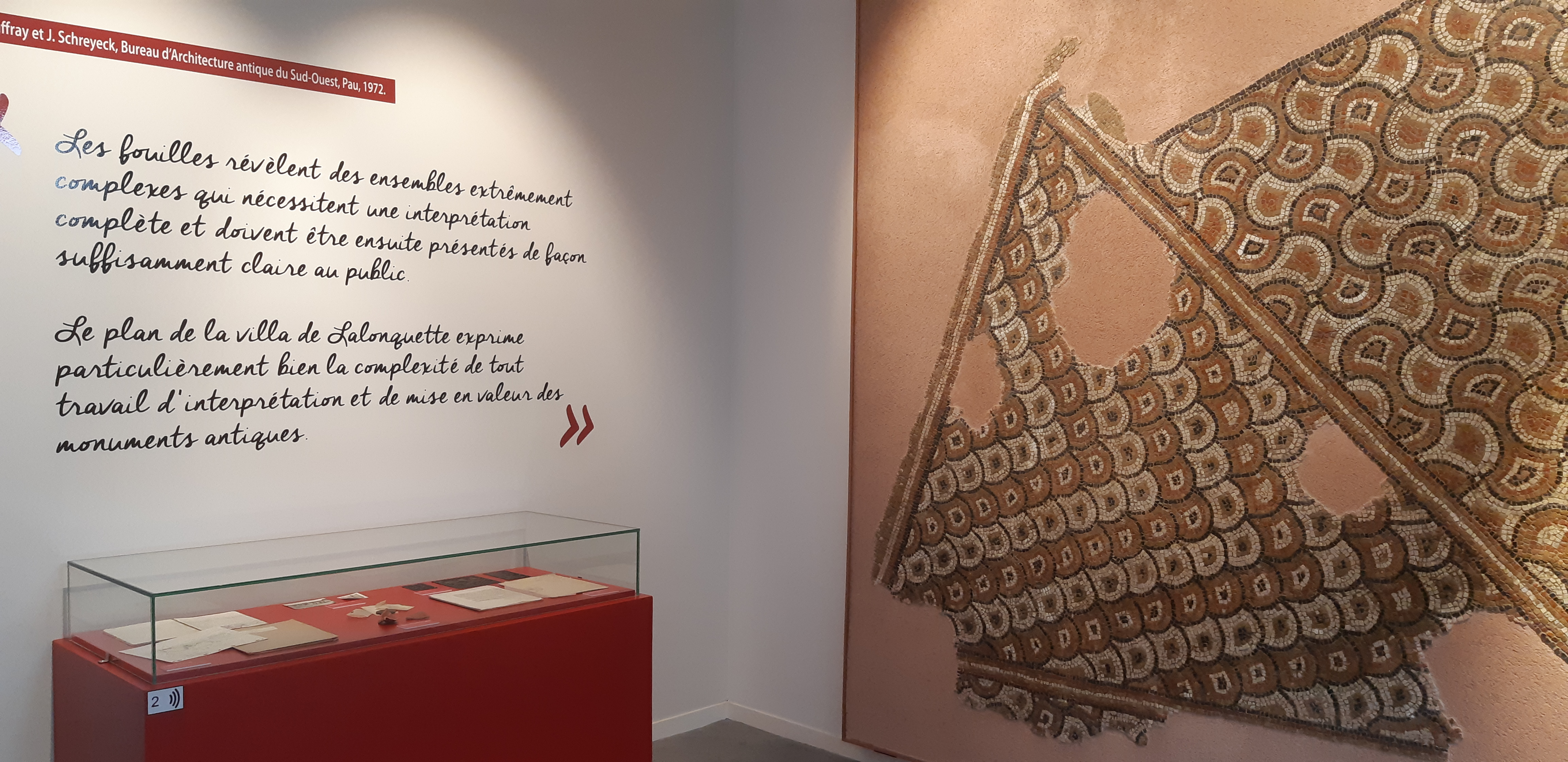
Exposition permanente du musée.
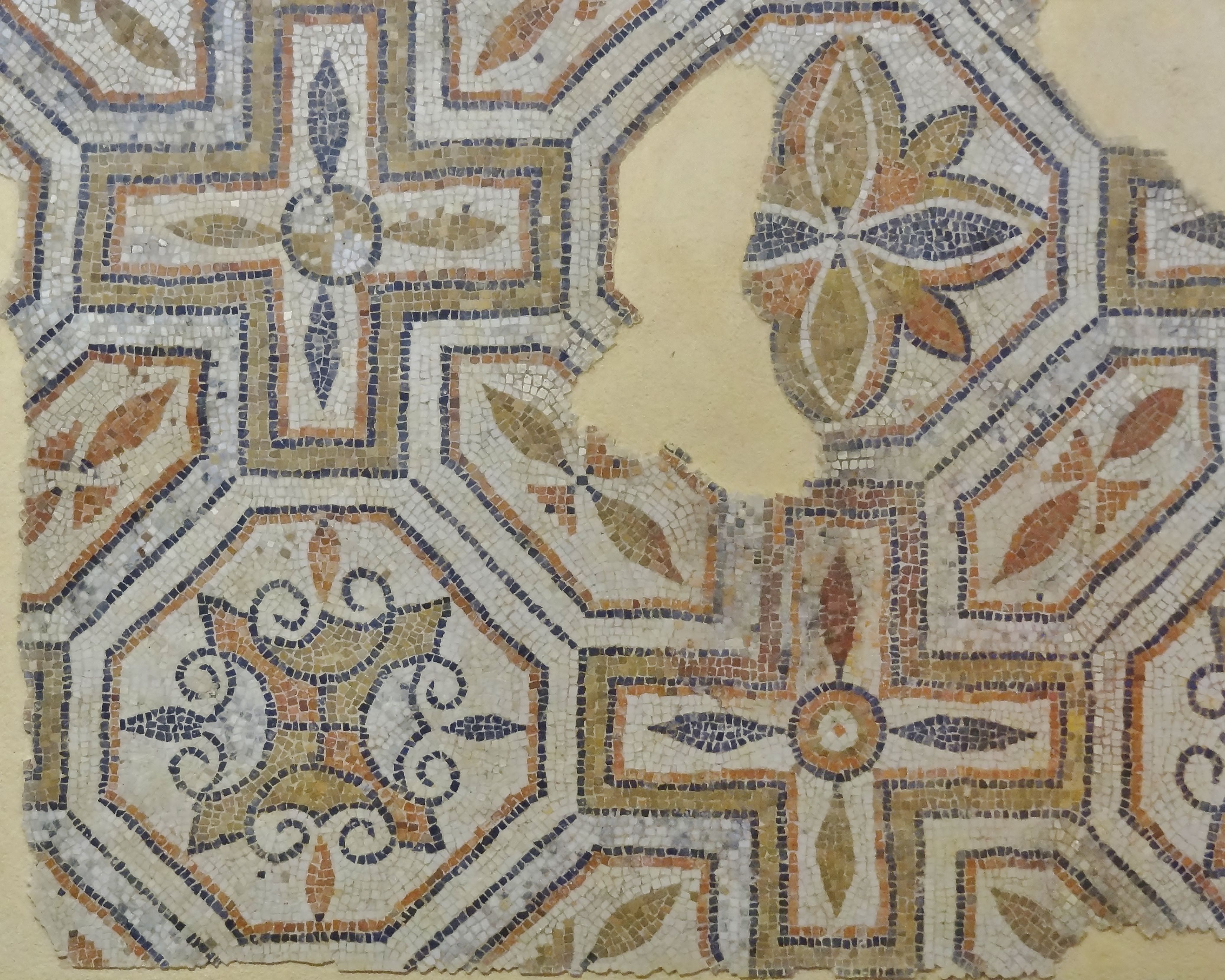
Mosaïque du triclinium de la villa de Lalonquette.
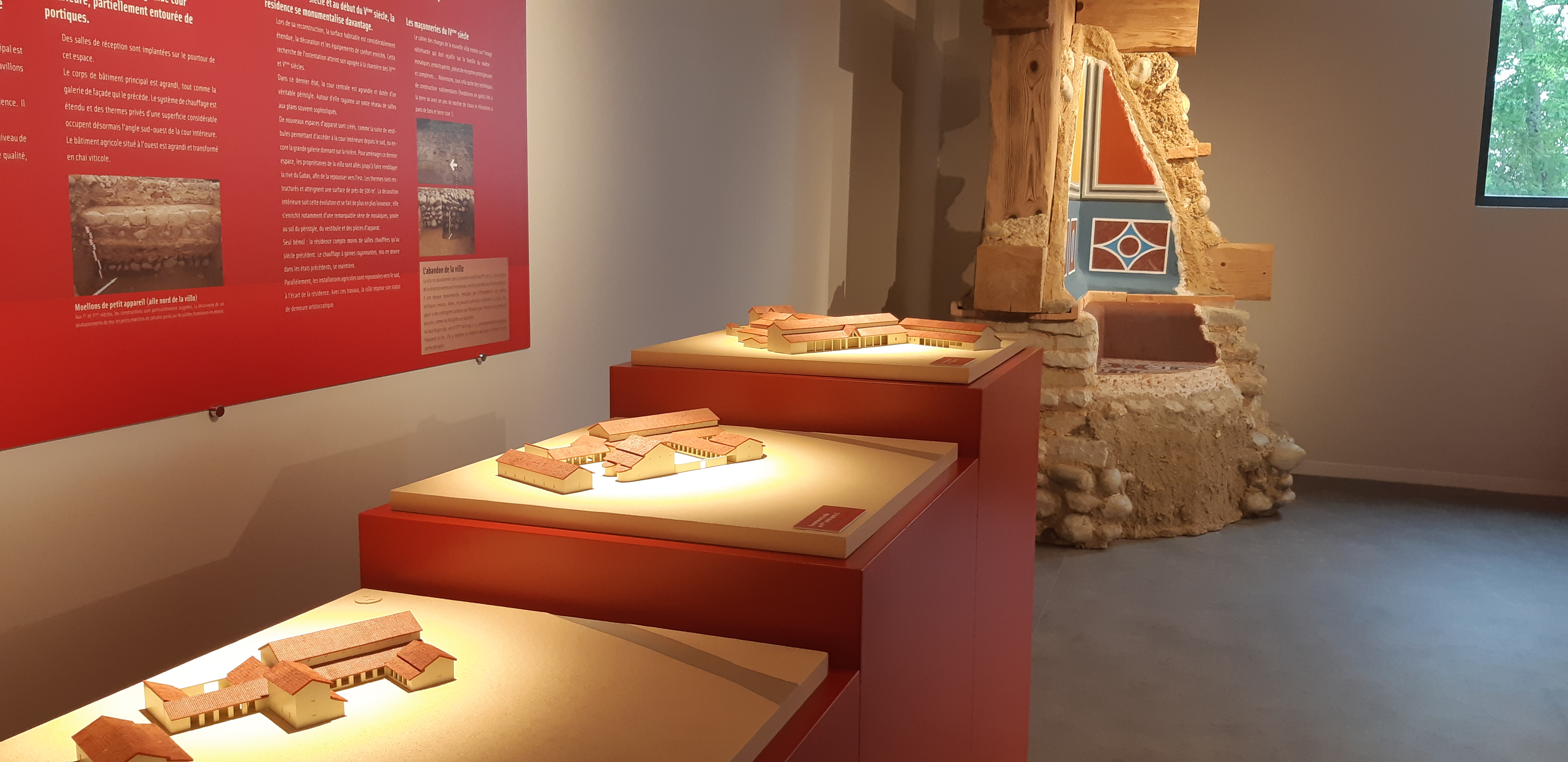
Exposition permanente du musée.
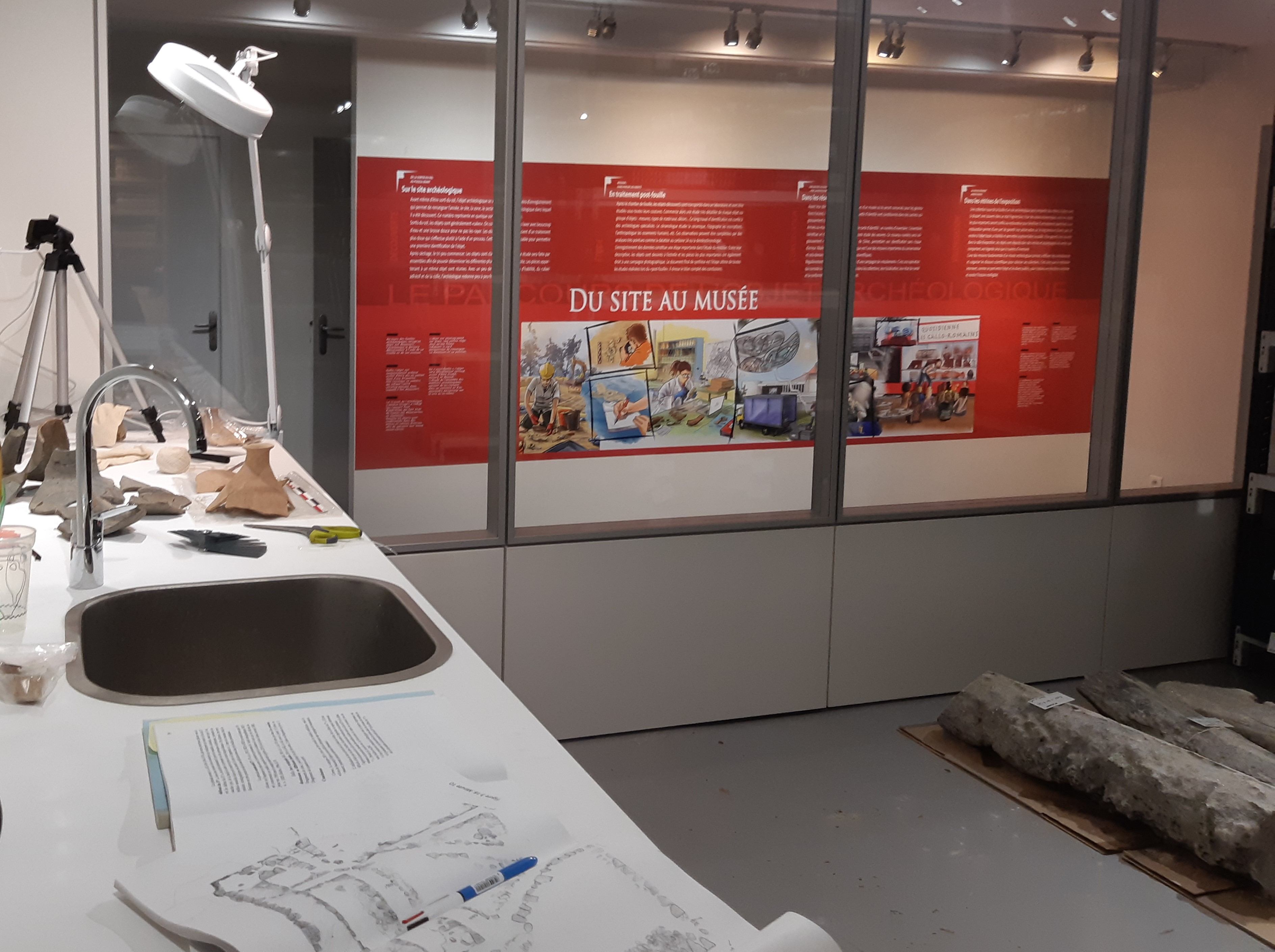
Vue du parcours de visite depuis les réserves.
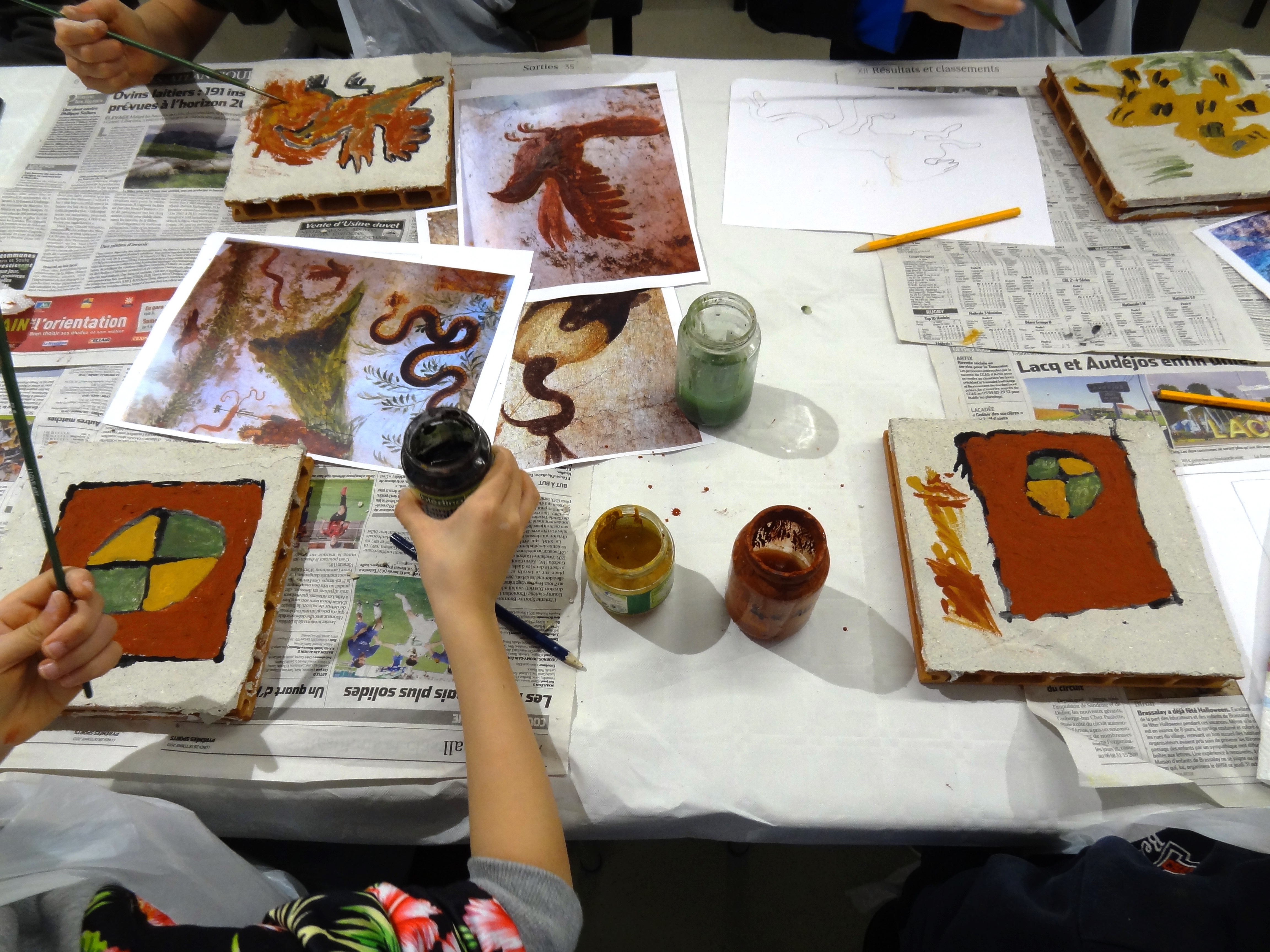
Atelier pédagogique.
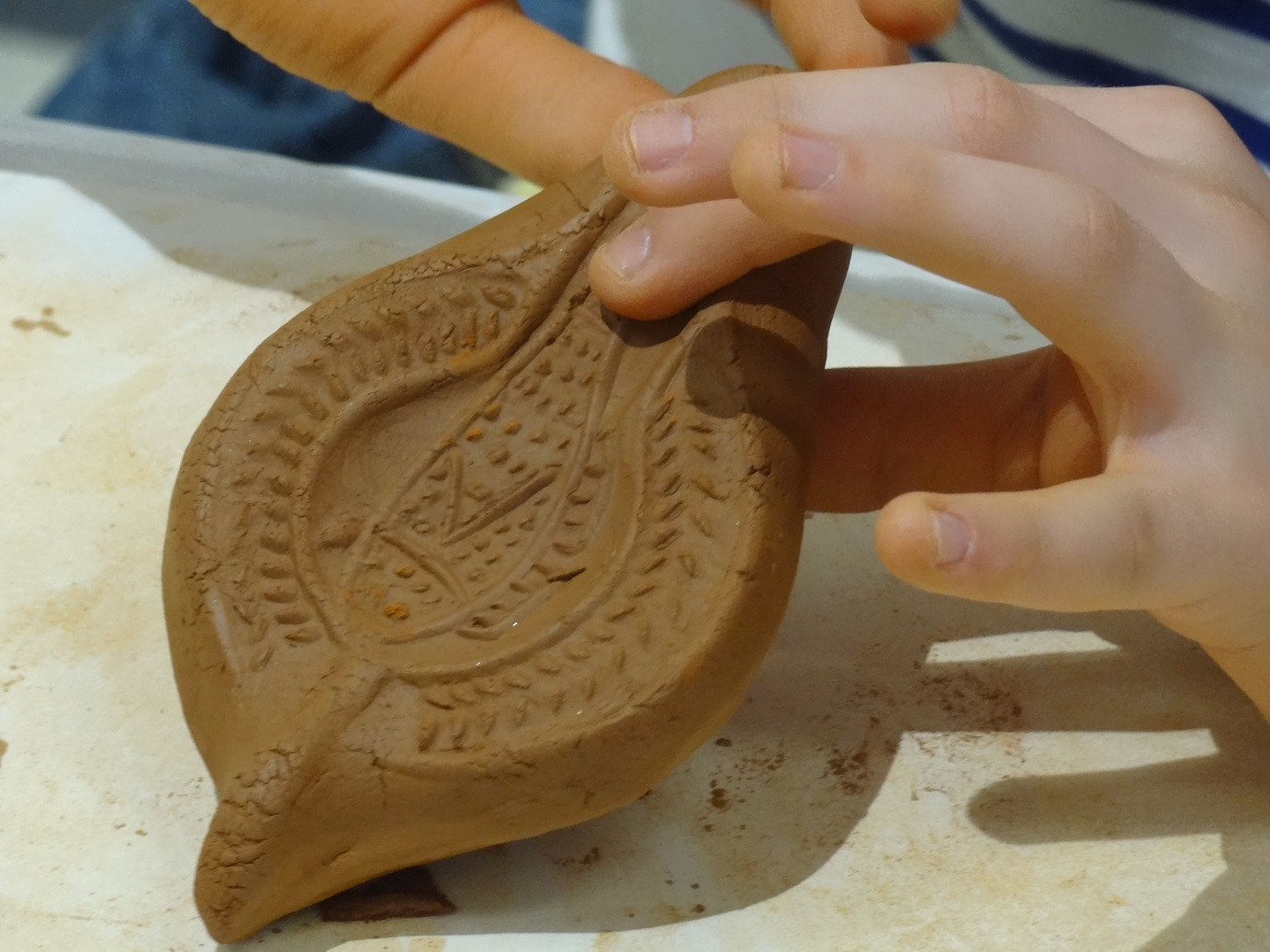
Atelier pédagogique.
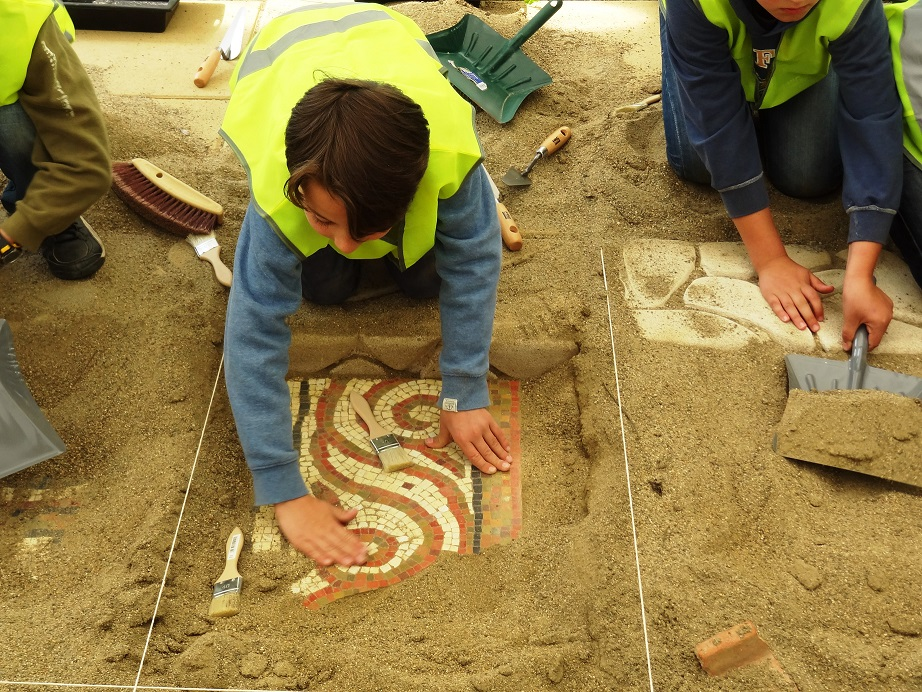
Atelier pédagogique.
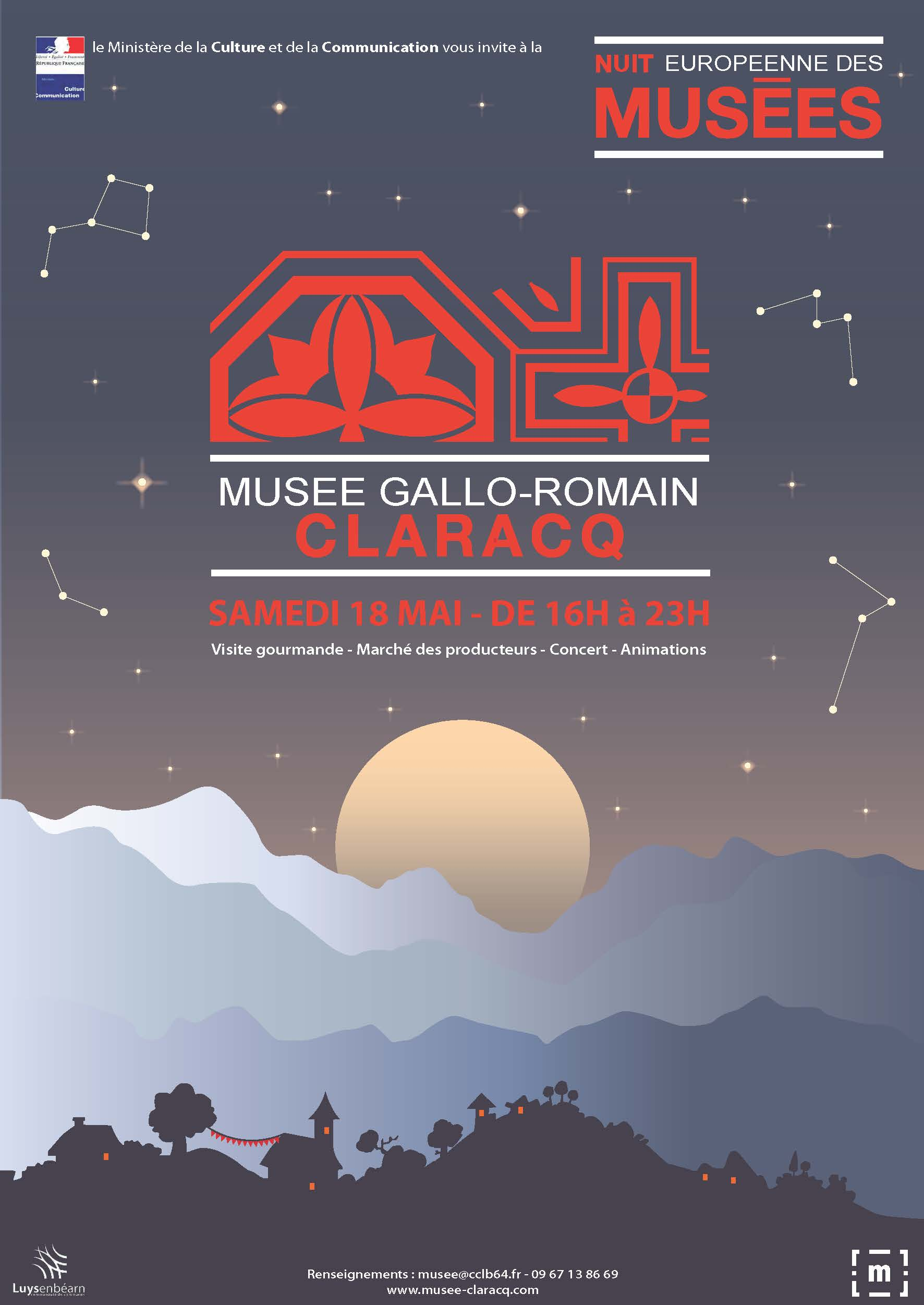
Affiche de la Nuit européenne des Musées 2019.

Le musée participe aux grands événements nationaux et européens (Nuit européenne des musées, Journées européennes de l’archéologie, Journées européennes du patrimoine, Fête de la science). L'équipe du musée organise des conférences, des expositions temporaires, et des ateliers pédagogiques pour les jeunes. Le musée a formé des partenariats avec l’université de Pau et des pays de l'Adour, l’Inrap, le groupe archéologique des Pyrénées-Orientales (GAPO) et les Ainés ruraux de Claracq.

## Projet de valorisation
Afin de connecter le site de la villa de Lalonquette à l’espace qui retrace son histoire, un projet global de valorisation a été imaginé. Le territoire dispose ainsi depuis peu de deux nouveaux équipements culturels connectés au musée : le site antique conservé et valorisé ainsi qu’un sentier d’interprétation permettant de remonter l’histoire entre les deux communes de Claracq et de Lalonquette.

### La villa de Lalonquette

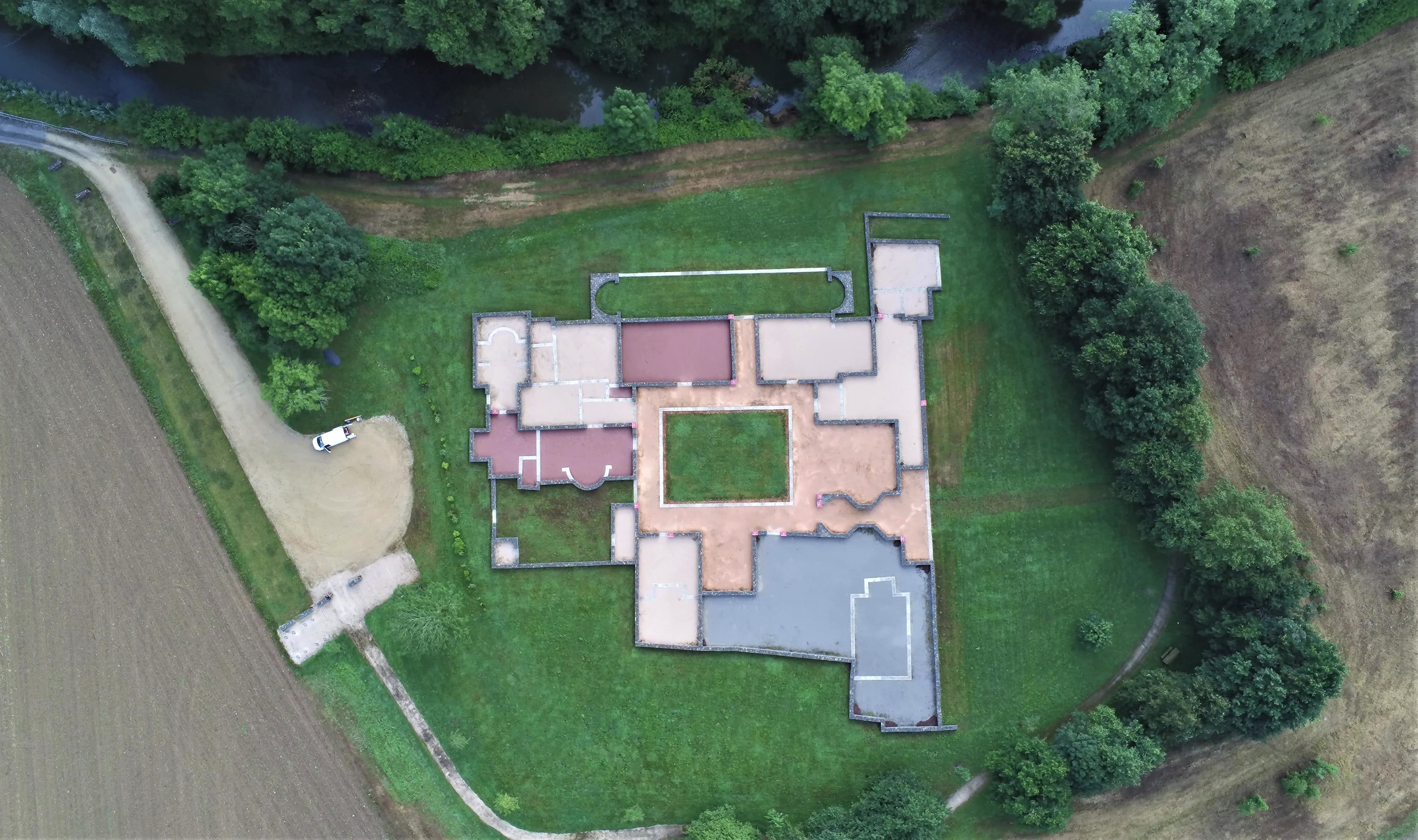
Vue aérienne de la villa gallo-romaine de Lalonquette - Musée gallo-romain et site archéologique de Lalonquette.

De 2015 à 2018, le site de la villa gallo-romaine de Lalonquette a fait l’objet de travaux de conservation et valorisation. L’état de conservation des vestiges rendait difficile la conciliation de la sauvegarde du site avec sa valorisation auprès du public. L’enchevêtrement complexe de fondations des murs des états successifs de la villa gallo-romaine rendait très difficile sa compréhension pour un non-initié.
L’option finalement retenue fut de recouvrir les vestiges de plusieurs couches de sable, de géotextile et de terre afin de les sauvegarder pour les générations futures. Une fois cette opération réalisée, les contours exacts du plan au sol de la villa du IVe siècle furent restitués par des gabions de galets disposés au droit des murs originaux. Enfin, l’ensemble a été équipé  de panneaux présentant les différentes pièces de cette demeure aristocratique antique et alliant photographies des fouilles de Jean Lauffray et restitution en images de synthèse.
Ainsi, le site se révèle au public grâce à une lecture contemporaine.
Accessible aux personnes en situation de handicap, le site a obtenu le Label Tourisme & Handicap.
Des visites commentées sont proposées sur réservation par les médiateurs du musée et le site est libre d’accès 7/7j et 24/24h pour les visites en autonomie.
Un parking et des tables de pique-nique ainsi que des sanitaires sont mis à disposition du public.

### Le sentier pédagogique
Intégré au plan local de randonnée, ce sentier permet de relier le musée gallo-romain sur la commune de Claracq à la Villa gallo-romaine de Lalonquette. Long de deux kilomètres, et divisé en neuf étapes, il propose d’observer de nombreux éléments d’architecture rurale et historique (château, église, motte castrale, fermes traditionnelles, métairie, moulin, chemins creux) tout en offrant des points de vue sur le paysage vallonné du Vic-Bilh.
Depuis 2018, le sentier dispose d’une application gratuite pour smartphones et tablettes permettant de se promener tout en se laissant guider par des commentaires audios et des galeries photographiques.
Depuis 2019, le cheminement est ponctué par plusieurs panneaux d’interprétation présentant les différents éléments patrimoniaux et paysagers présents sur le sentier. En complément de ce dispositif, des bornes ludiques à destination du jeune public ont également été implantées.

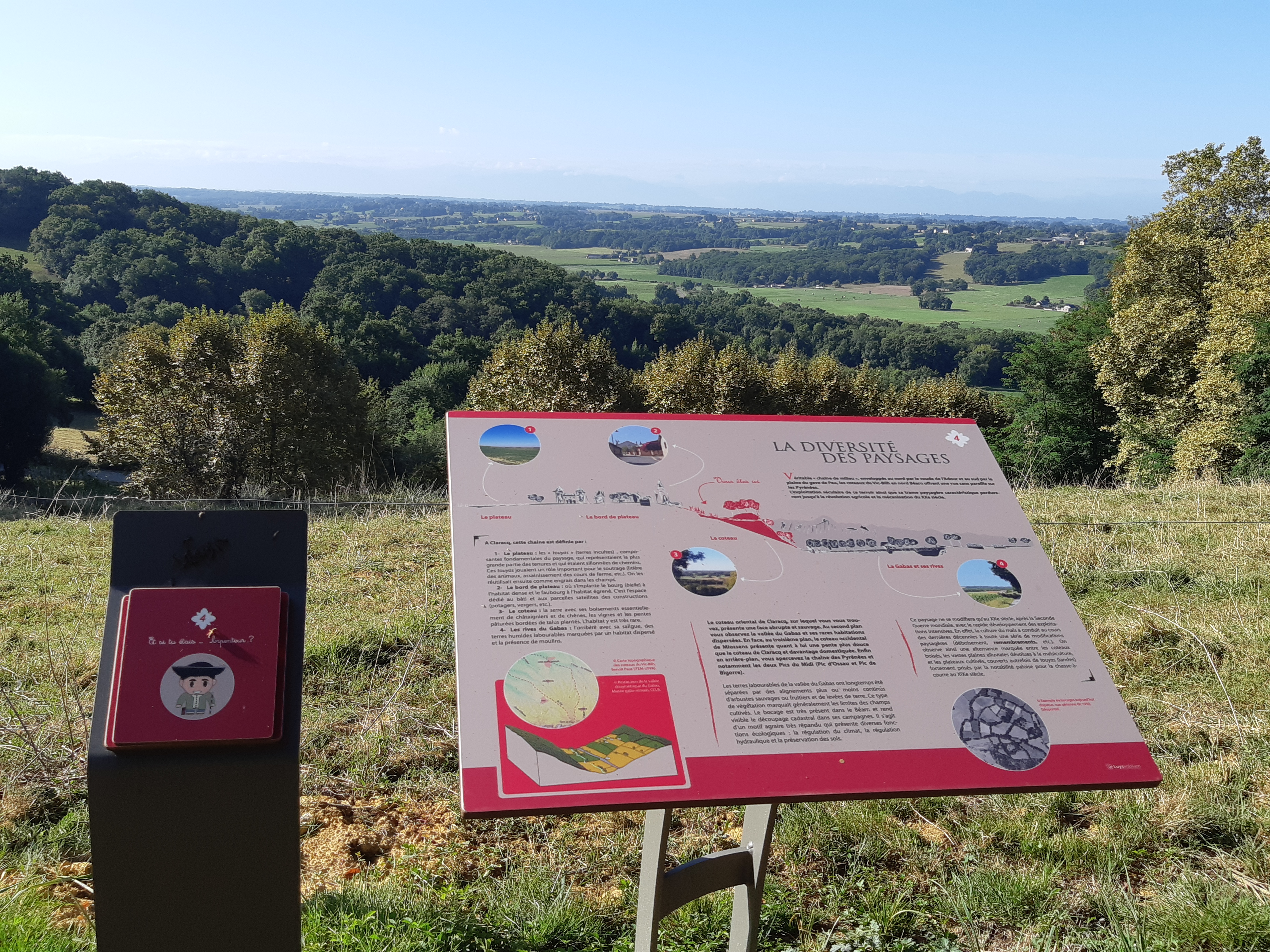
Sentier pédagogique reliant le musée gallo-romain à Claracq au site antique à Lalonquette - Musée gallo-romain et site archéologique de Lalonquette.